# 야마자키 유키
야마자키 유키(일본어: 山崎 侑輝, 1990년 4월 21일 ~ )는 일본의 전 축구 선수이다.

## 구단 경력
과거 로아소 구마모토, 레노파 야마구치 FC, 도치기 우바에서 활동하였다.